# Andrzej Zoll

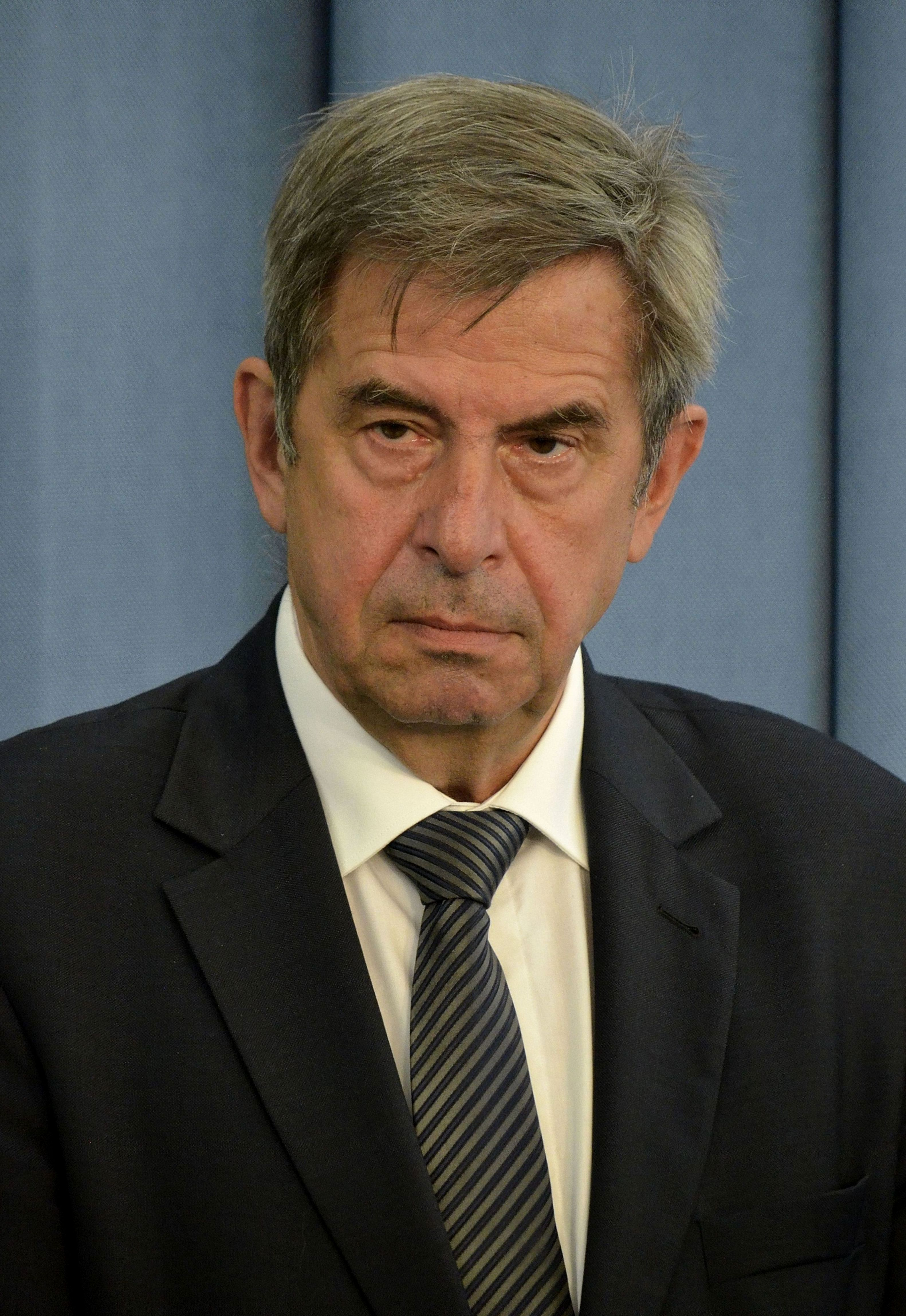
Andrzej Zoll (2015)

Andrzej Stanisław Zoll (* 27. Mai 1942 in Sieniawa) ist ein polnischer Jurist, Richter und Professor der Rechtswissenschaft. Er war zwischen 1993 und 1997 Vorsitzender des Verfassungsgerichtshofes und in den Jahren von 2000 bis 2006 Beauftragter für Bürgerrechte.

## Leben
Im Jahr 1959 beendete er das allgemein bildende Tadeusz-Reytan-Lyzeum in Warschau und absolvierte 1964 ein Studium an der Fakultät für Rechtswissenschaft der Jagiellonen-Universität.
Zoll erhielt 1968 den Doctor iuris und habilitierte im Jahr 1973. 1998 wurde ihm der Professorentitel vergeben. Ab 1991 war er ordentlicher Professor und bis 2013 Vorsitzender des Lehrstuhls für Strafrecht, womit seine berufliche Tätigkeit an der Jagiellonen-Universität endete. Zusätzlich war er Ordinarius an der Hochschule für Recht und Verwaltung Przemyśl/Rzeszów.
Zoll ist Autor von über 150 wissenschaftlichen Abhandlungen, die sich vorwiegend dem Strafrecht, Verfassungsrecht und der Rechtsphilosophie widmen. Er wirkte bei der Entstehung des Strafgesetzbuches aus dem Jahr 1997 mit. Während seiner Studienzeit war er Kurator der Bibliotheksvereinigung der Jurastudenten an der Jagiellonen-Universität.
Zoll war im Solidarność-Zentrum für Bürgerinitiativen aktiv, das im Zeitraum zwischen 1981 und 1992 Reformen des Rechtssystems ausarbeitete. Weiterhin nahm er bei den Gesprächen am Runden Tisch teil. Auf Empfehlung der Solidarność bekleidete er den stellvertretenden Vorsitz der staatlichen Wahlkommission, den er im Zuge der Parlamentswahl 1989 innehatte.
1989 wurde er in den Verfassungsgerichtshof gewählt. Nebstdem war Zoll im Zusammenhang mit der ersten Präsidentschaftswahl Vorsitzender der staatlichen Wahlkommission und führte das Amt im nun ständigen Wahlorgan in den Jahren zwischen 1991 und 1993 fort. Vom 19. November 1993 bis zu seinem Rücktritt 1997 war er Präsident des Verfassungsgerichtshofes. Zwischen 1998 und 2000 war er Vorsitzender des Gesetzgebungsrates (polnisch Rada Legislacyjna) beim Ministerrat. Daraufhin war er Beauftragter für Bürgerrechte während der regulären Amtszeit vom 30. Juni 2000 bis zum 30. Juni 2005 (er fungierte kommissarisch noch bis zum 15. Februar 2006).
Zoll arbeitete in einem Ausschuss der PAU. Er war ehemals Mitglied und Vorsitzender im „Komitee für Ethik in der Wissenschaft“ bei der Polnischen Akademie der Wissenschaften. Er ist Mitglied der Europäischen Akademie der Wissenschaften und Künste, des polnischen P.E.N.-Ablegers und Ehrenmitglied im Krakauer Rotary Club. Er wirkte als Berater an der Seite von Zbigniew Ćwiąkalski.

## Familie
Andrzej Zoll ist Sohn des AK-Offiziers Fryderyk Zoll (1899–1986), Enkel des Juristen Fryderyk Zoll (1865–1948), Urenkel des Juristen und galizischen Abgeordneten Fryderyk Zoll (1834–1917) und Ururenkel von Józef Chrystian Zoll (Rechnungsrat). Sein Sohn Fryderyk Zoll (* 1970) ist ebenfalls Professor der Rechtswissenschaft, konkret für Europäisches und Polnisches Privatrecht sowie Rechtsvergleichung an der Universität Osnabrück.

## Auszeichnungen
- 1997: Komtur des Ordens des litauischen Großfürsten Gediminas
- 1997: Großes Goldenes Ehrenzeichen am Bande für Verdienste um die Republik Österreich[7]
- 1997: Orden Polonia Restituta (Komtur)[8]
- 2011: Orden Polonia Restituta (Komtur mit Stern)[9]
- Großes Verdienstkreuz mit Stern des Verdienstordens der Bundesrepublik Deutschland
- Ehrendoktor der Universität Vilnius (2002),[10] Johannes Gutenberg-Universität Mainz (1997)[11] und der Medizinischen Universität Breslau (2005)[12]

Im Jahr 2013 wurde ihm der „Erazm und Anna Jerzmanowski Preis“ verliehen.